# Miss Ella Fitzgerald & Mr Gordon Jenkins Invite You to Listen and Relax
Miss Ella Fitzgerald & Mr Gordon Jenkins Invite You to Listen and Relax è il quinto album della cantante jazz Ella Fitzgerald, pubblicato dalla Decca nel 1955.

## Descrizione
L'album è composto da dodici brani composti e registrati tra il 1949 e il 1954.

## Tracce
1. I Wished on the Moon – 3:08 (Dorothy Parker, Ralph Rainger)
2. Baby – 2:44 (Robert Colby, Floyd Huddleston)
3. I Hadn't Anyone Till You – 3:02 (Ray Noble)
4. A Man Wrote a Song – 3:11 (Dave Franklin)
5. Who's Afraid (Not I, Not I, Not I) – 2:45 (Doris Tauber, Jack Lawrence)
6. Happy Talk – 2:25 (Richard Rodgers, Oscar Hammerstein II)
7. Black Coffee – 3:03 (Paul Francis Webster, Sonny Burke)
8. Lover's Gold – 3:04 (Morty Nevins, Bob Merrill)
9. I'm Gonna Wash That Man Right Outa My Hair – 2:53 (Rodgers, Hammerstein)
10. Dream a Little Longer – 2:59 (Donald Kahn)
11. I Need – 2:40 (Ralph Care, Sol Marcus)
12. Foolish Tears – 2:57 (Jenny Lou Carson)

## Musicisti
- Ella Fitzgerald - voce
- Gordon Jenkins - arrangiamenti